# Брижатий Анатолій Дементійович
Брижатий Анатолій Дементійович. — (* 6 січня 1936 року, с. Піщана Балтського району Одеської області. — Публіцист. Редактор. Член НСЖУ. Депутат Новоселицької районної ради.

## Біографія
Анатолій Брижатий народився 6 січня 1936 року в с. Піщана Балтського району Одеської області. У 1965 р. закінчив факультет журналістики Львівського ордена Леніна державного університету імені Івана Франка. У сімдесятих роках, вже маючи чималий стаж журналістської праці у ряді районних газет України, працював заступником редактора Сокирянської районної газети «Дністрові зорі» Чернівецька область. У книзі, що вийшла до 65-річчя районки, "Світять «Дністрові зорі», Олена Дуруч-Слободянк так сказала про Анатолія Брижатого: «Солідний, тактовний, розважливий, спокійний, завжди у пошуках чогось цікавого, оригінального для виступу в газеті. Коли траплялись невдачі, Анатолій Дементійович умів тактовно підказати вихід, наштовхнути на правильну думку. Він навчав, керував, підказував якось легко, не принижуючи, не повчав, так, що хотілось не підвести його і щоб під написаним не було соромно поставити свій підпис».
А. Д. Брижатий тривалий час був редактором Новоселицької районної газети «Ленінським шляхом», а в роки незалежної України — «Слово правди» Чернівецька область. У Новоселиці обирався членом райкому Компартії України, депутатом районної ради.
У 1989 році був співредактором спільного випуску районних газет Чернівецької області під назвою «Перебудова: проблеми, пошуки, резерви», який високо було оцінено у Москві на сторінках газети «Правда».

## Відзнаки, нагороди
- Член Національної спілки журналістів України НСЖУ.
- Почесна грамота НСЖУ.